# Зебудж Рейнджърс
Зебудж Рейнджърс (на малтийски Żebbuġ Rangers Football Club) е малтийски футболен клуб, базиран в град Зебудж. Основан през 1943 година. Дебютира в Малтийската Премиер лига през сезон 1970/71.

## Успехи
- Първа дивизия:
  - 4-то място (1): 1975/76
- Чалъндж лийг: (2 ниво)
  -  Шампион (1): 2021/22 (група В)[2]
- Трета дивизия:
  -  Шампион (1): 2012/13